# Manhasset
Manhasset is een plaats (town) op het eiland Long Island in de Amerikaanse staat New York, en valt bestuurlijk gezien onder Nassau County. Het is een buitenwijk ten oosten van de stad New York, nabij de zuidkust van de Long Island Sound.

## Demografie
Bij de volkstelling in 2010 werd het aantal inwoners vastgesteld op 8080.

## Geografie
Manhasset ligt op minder dan 20 km afstand van New York en situeert zich ongeveer 29 m boven zeeniveau, mede door zijn ligging aan de Long Island Sound. De rivier stroomt in het noorden van Manhasset. Ten noordwesten van het dorp stroomt de Manhasset Bay, een trechtervormige baai met monding in de Long Island Sound, en in het zuiden treft men de Manhasset Hills aan. 

## Plaatsen in de nabije omgeving
De onderstaande figuur toont nabijgelegen plaatsen in een straal van 30 km rond Manhasset.

## Geboren
- David Eigenberg (1964), acteur
- Stephen Gregory (1965), acteur
- Patrick McEnroe (1966), tennisspeler
- Billy Crudup (1968), acteur
- Chris Jericho (1970), worstelaar, muzikant, singer-songwriter, acteur en auteur